# Lastreopsis microlepioides
Lastreopsis microlepioides är en träjonväxtart som först beskrevs av Ren-Chang Ching, och fick sitt nu gällande namn av W. M. Chu och Z. R. He. Lastreopsis microlepioides ingår i släktet Lastreopsis och familjen Dryopteridaceae. Inga underarter finns listade.